# 高保正
高保正（?—?），中國五代十國時代人物，南平文献王高从诲的二儿子。贞懿王高保融和高保勖的哥哥。
后汉隐帝刘承祐乾祐元年（948年），高从诲去世时，他的三弟高保融袭封南平王，因为高保融还有高保勋、高保正两个哥哥，所以欧阳修《新五代史》，关于排行第三的高保融即位，称“不知其得立之因”。